# Église de Mateur
L'église de Mateur, située dans la ville de Mateur en Tunisie, est une église catholique construite à l'époque du protectorat français. Cédée au gouvernement tunisien en 1964, elle est actuellement abandonnée.

## Historique de l'église

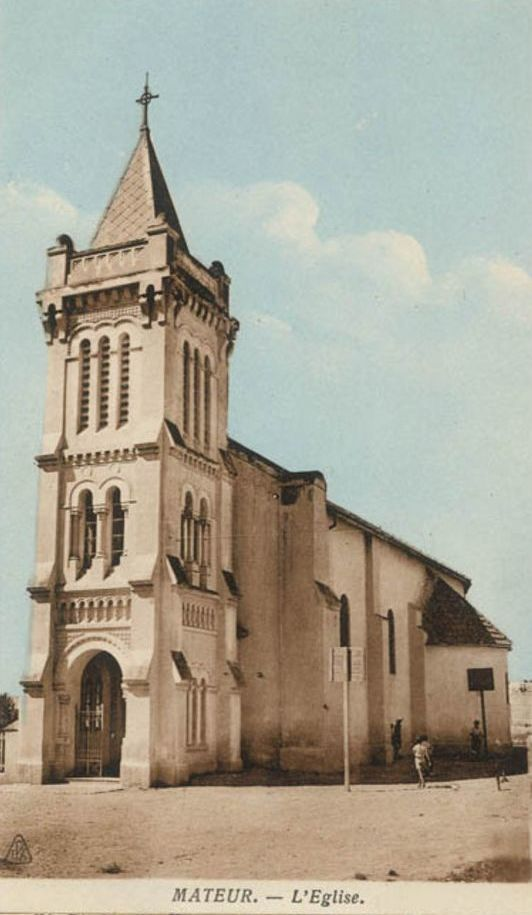
Vue de l'église dans les années 1930.

La paroisse de Mateur est créée en 1895 afin d'apporter un soutien spirituel à l'importante communauté italienne qui y réside. Les premiers offices se tiennent dans un ancien café loué pour quarante francs par mois. Dans ce local de six mètres de long sur trois mètres de large, on aménage une chapelle, une sacristie et une chambre à coucher.
La nécessité d'avoir un vrai lieu de culte s'impose vite. L'arrivée de l'abbé Sébastien précipite les choses. Un terrain est offert par un habitant, Gabriel Juillant, et les travaux commencent bientôt. Le 27 juin 1898, la nouvelle église est bénie. Une nouvelle souscription permet bientôt de l'équiper d'un clocher et de construire un presbytère.
Jusqu'au début de la Seconde Guerre mondiale, la vie de la paroisse est dominée par les démêlés entre les communautés françaises et italiennes sur fond de propagande fasciste. Ainsi, les processions de la Fête-Dieu sont accompagnées d'un orchestre jouant l'hymne italien pendant que les processionnaires crient Viva Italia ! L'archevêque de Carthage finit par les interdire.
La ville se retrouve au cœur des combats pendant la campagne de Tunisie. En mars 1943, la moitié de la ville est rasée par les bombardements. Si les objets de culte ont pu être mis à l'abri à temps, les portes et les fenêtres de l'église et du presbytère ont été détruites et le clocher est gravement endommagé.
Le bâtiment est réparé dès 1945 et le problème italien a disparu avec la défaite des armées italiennes.
|      | Baptêmes | Mariages | Sépultures |
| ---- | -------- | -------- | ---------- |
| 1900 | 23       | 9        | 10         |
| 1910 | 112      | 23       | 62         |
| 1920 | 106      | 41       | 40         |
| 1930 | 97       | 19       | 36         |
| 1940 | 49       | 17       | 24         |
| 1950 | 48       | 15       | 16         |
| 1960 | 27       | 11       | 6          |

## Bâtiment après l'indépendance
L'indépendance de la Tunisie en 1956 est un tournant dans l'histoire de la présence chrétienne à Mateur. Après le départ des fonctionnaires français, la nationalisation des terres agricoles françaises et italiennes le 12 mai 1964 ne laisse plus aucun choix à ceux qui étaient encore là. L'église est finalement fermée à l'occasion du modus vivendi signé entre le gouvernement tunisien et le Vatican le 10 juillet 1964. Le bâtiment est cédé gratuitement avec l'assurance qu'il ne sera utilisé qu'à des fins d'intérêt public compatibles avec son ancienne destination.
Le bâtiment est depuis des années à l'abandon.

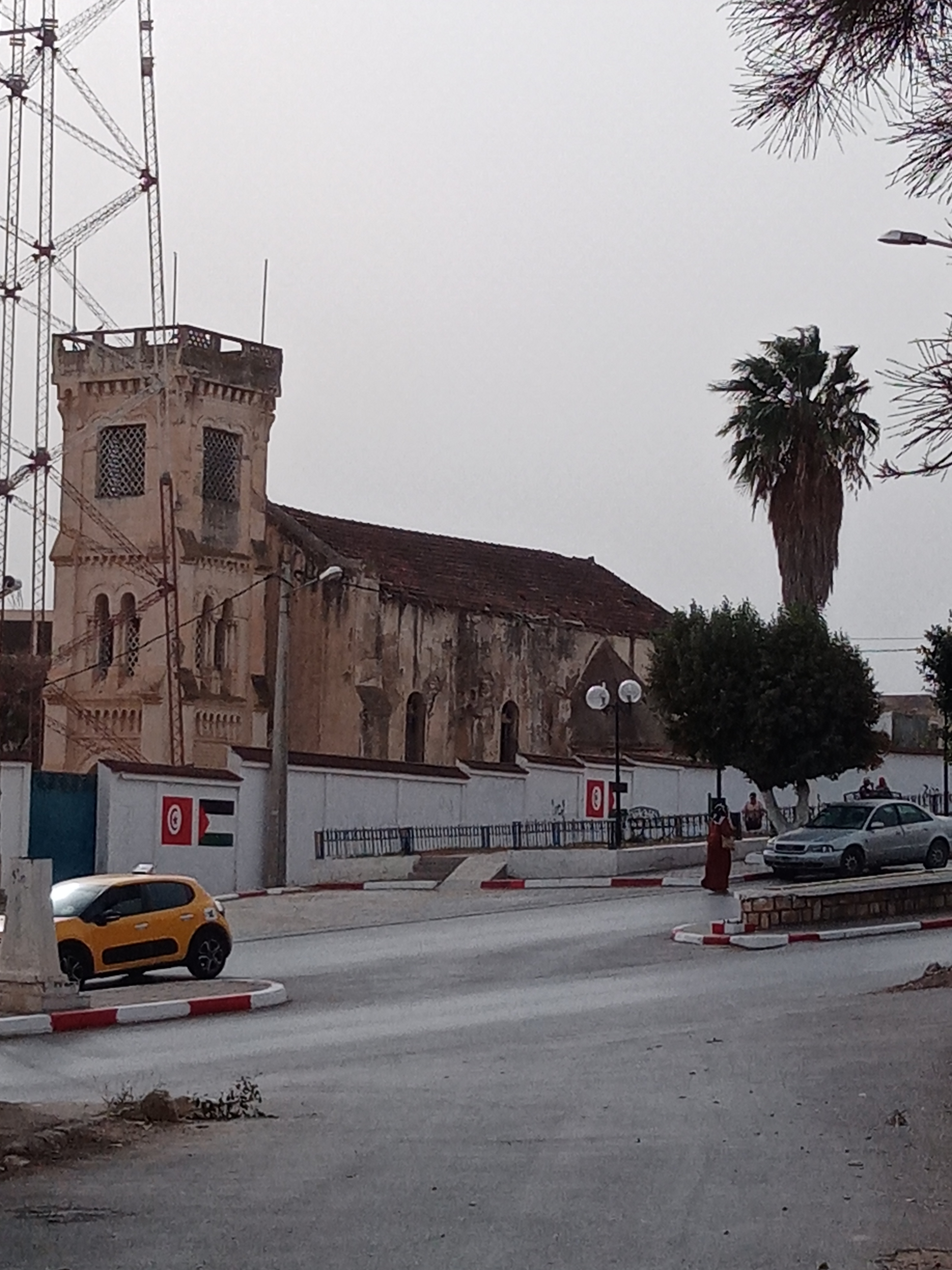
Vue de l'église côté nord.
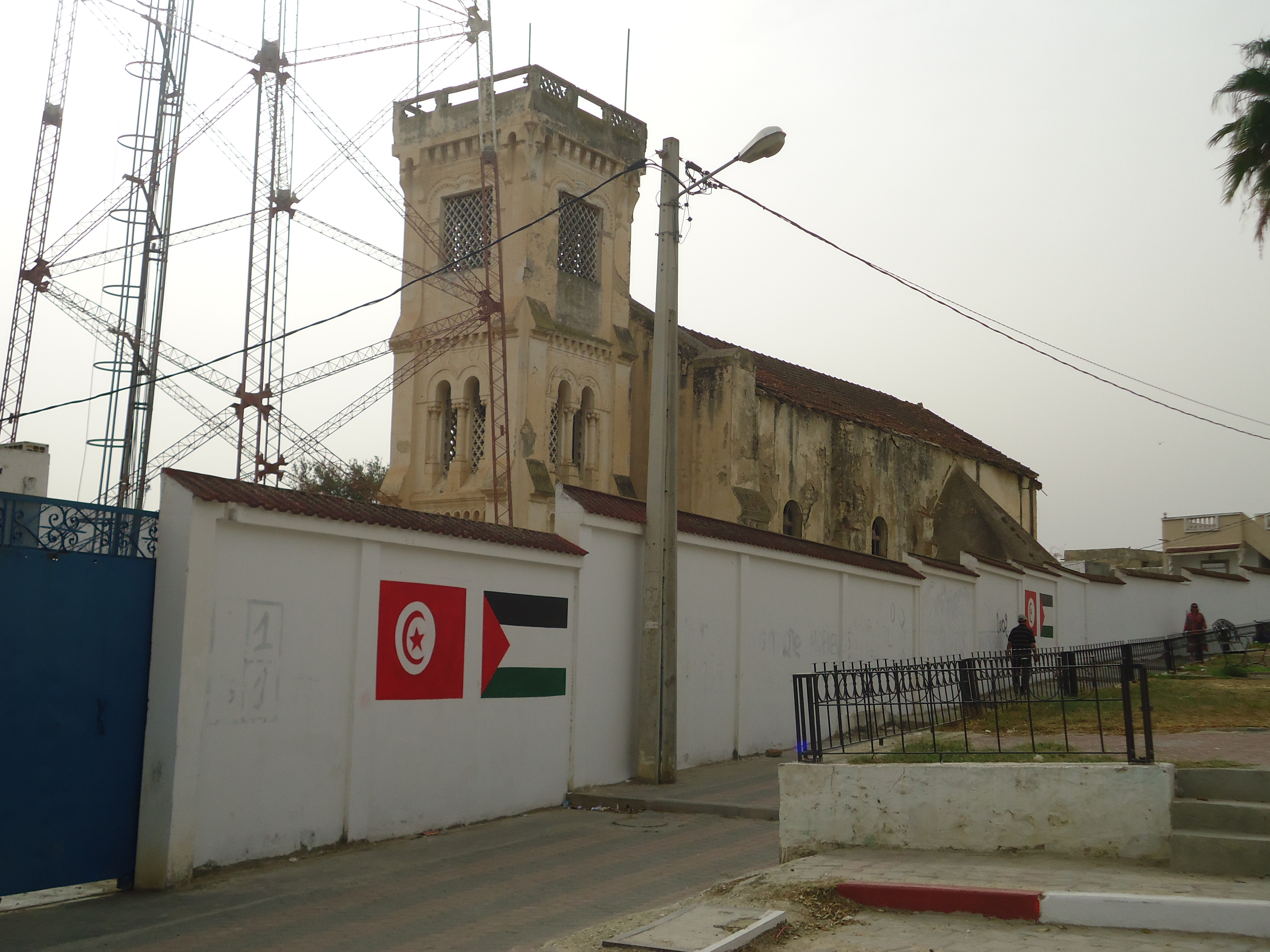
Façades nord et est.
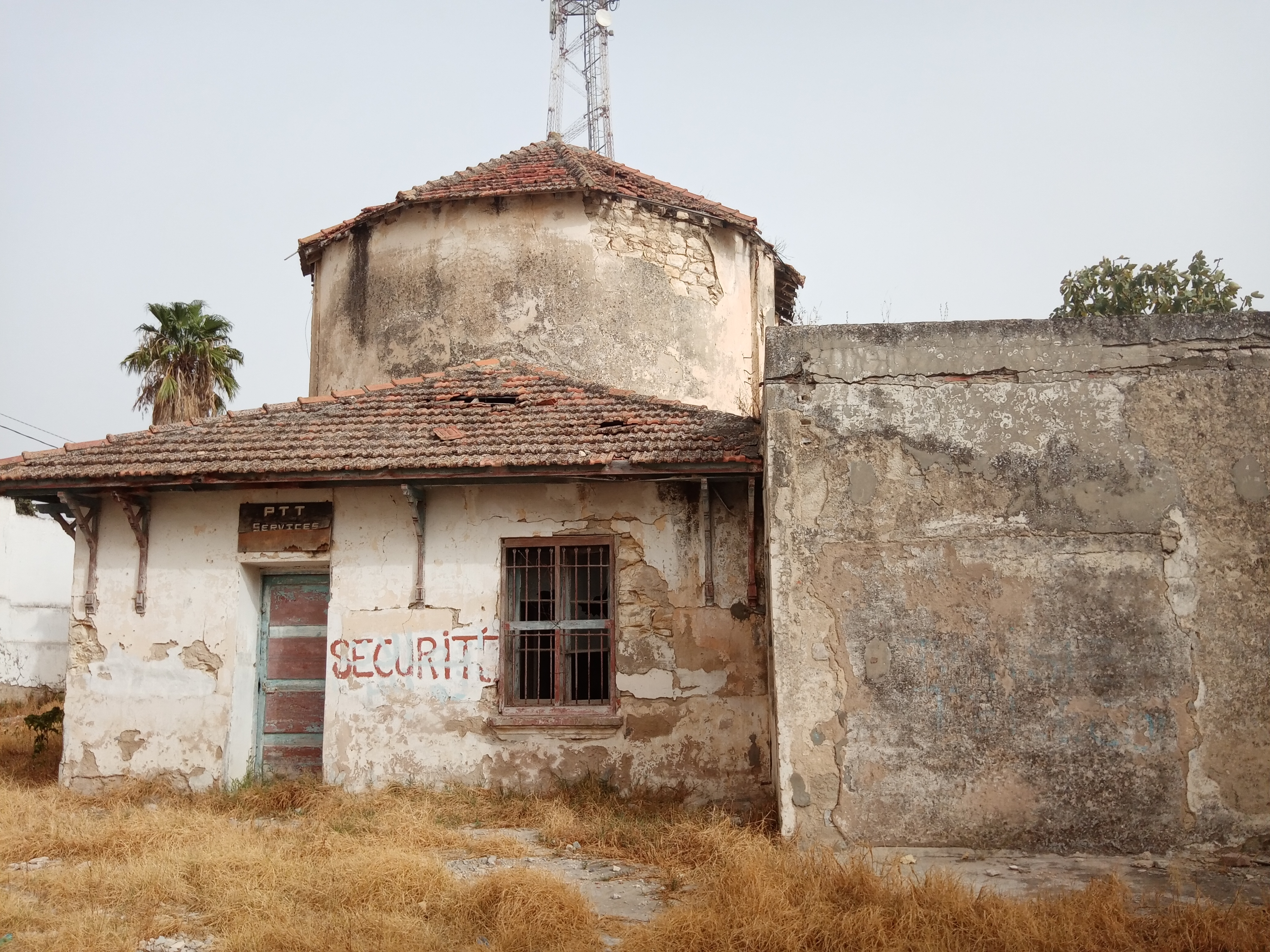
Arrière de l'église côté ouest.
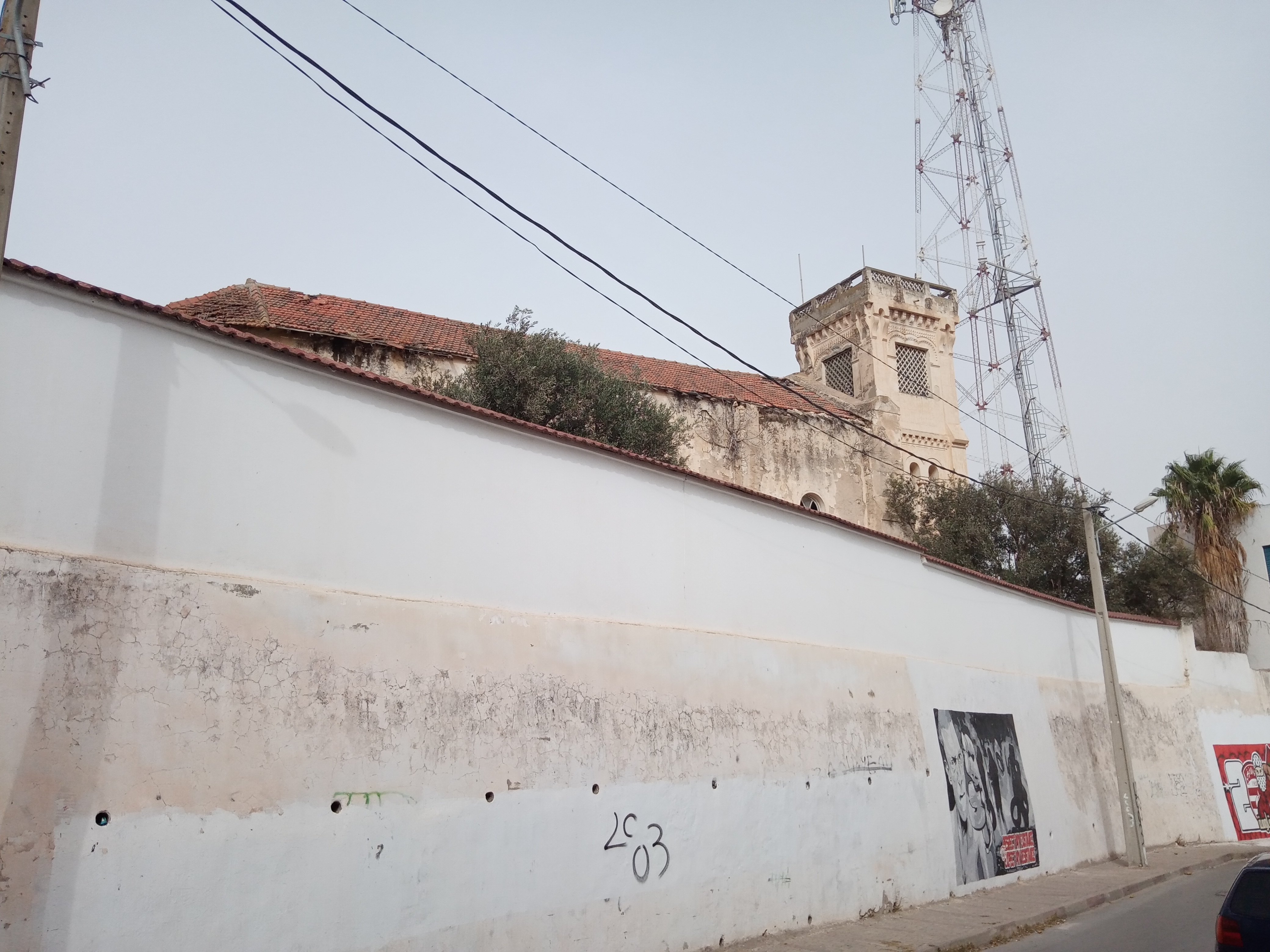
Côté sud.

## Prélats responsables de la paroisse
- Abbé Sébastien (1895-1918) ;
- Abbé Van den Haak (1918-1923) ;
- Abbé Charbonnier (1923-1926) ;
- Abbé Ousset (1926-1938) ;
- Abbé Muniglia (?-?).